# Jasper Pääkkönen

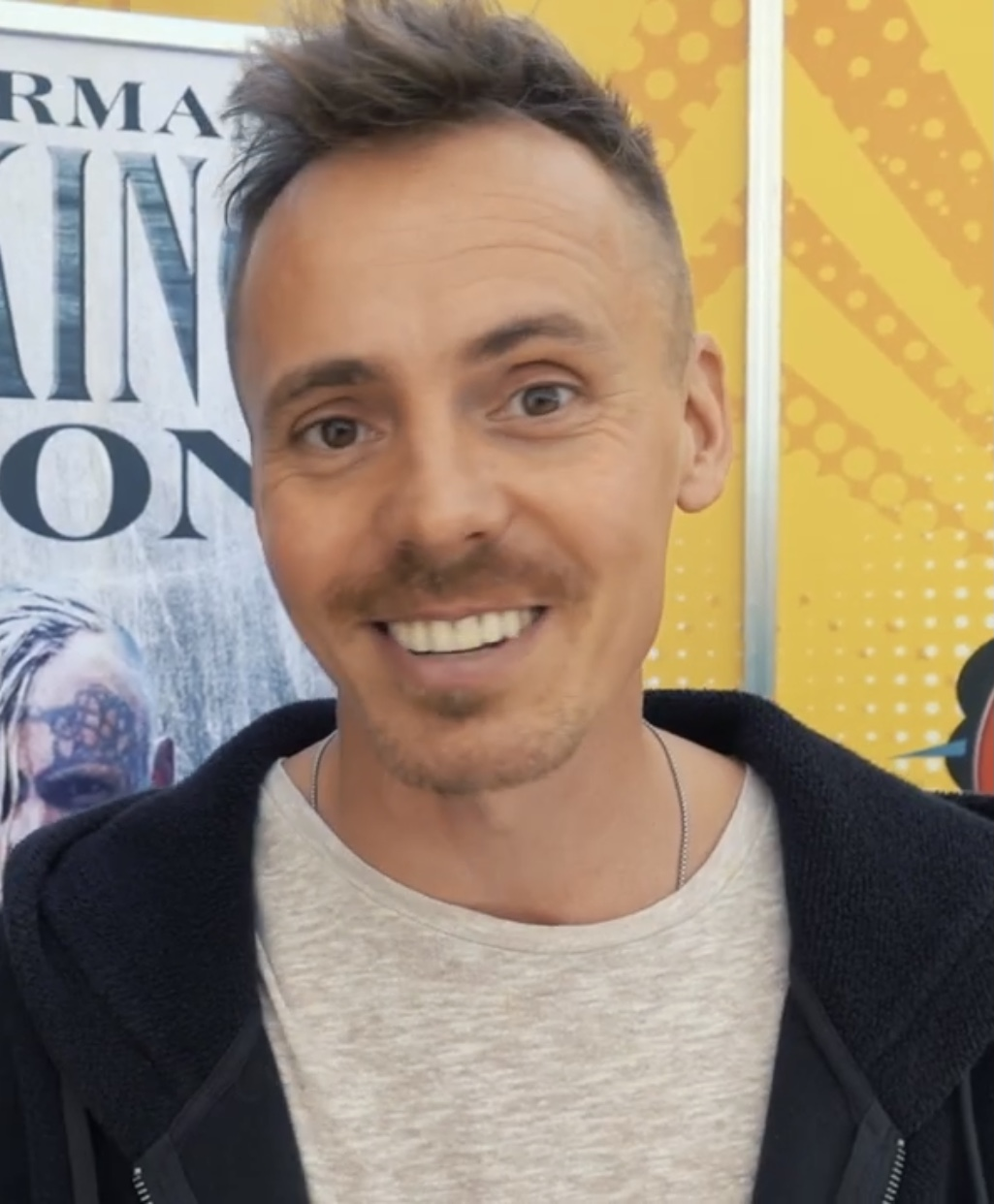
Jasper Pääkkönen (2022)

Joona Jasper Pääkkönen (* 15. Juli 1980 in Helsinki) ist ein finnischer Schauspieler.

## Karriere
Pääkkönen wurde 1980 als Sohn des finnischen Schauspielers Seppo Pääkkönen und dessen Ehefrau Virve Havelin geboren. 1988 spielte er seine erste Rolle in dem Film Der Glanz und das Elend des Daseins. Von 1999 bis 2002 spielte er in der ersten und bisher einzigen finnischen Daily Soap Salatut elämät des Senders MTV3 eine Hauptrolle.
2003 wurde Pääkkönen beim Brussel International Independent Film Festival als Best Actor im Film Pahat Pojat ausgezeichnet. Zwei Jahre später spielte Pääkkönen die Hauptrolle in dem mehrfach ausgezeichneten Drama Paha maa, das unter anderem den Jussi als Bester Film gewinnen konnte.
Pääkkönen spielte 2006 im Film Matti über das Leben des früheren finnischen Skisprungasses Matti Nykänen die Hauptrolle.
2011 spielte er im finnischen Drama Liebe auf Finnisch mit. Außerdem wurde Pääkkönen in der vierten Staffel der Fernsehserie Vikings gecastet. 2020 war er in Netflixserie Da 5 Bloods zu sehen.

## Privates
Seit 2017 ist Pääkkönen mit dem spanisch-philippinischen Model Alexandra Escat verheiratet. Das Paar bekam 2021 eine Tochter. Januar 2024 gab er die Geburt ihres zweiten Kindes bekannt.

## Filmografie (Auswahl)
- 1988: Der Glanz und das Elend des Daseins (Ihmiselon ihanuus ja kurjuus)
- 2004: Lust auf Sex (Levottomat 3)
- 2005: Eisiges Land (Paha maa)
- 2010: Helden des Polarkreises (Napapiirin sankarit)
- 2011: Liebe auf Finnisch (Vuosaari)
- 2013: Heart of a Lion
- 2016–2017, 2020: Vikings (Fernsehserie)
- 2018: BlacKkKlansman
- 2020: Da 5 Bloods